# La isla de los faisanes
La isla de los faisanes (Faisaien irla en euskera) es una película hispano-francesa de drama y thriller de 2025, dirigida por Asier Urbieta en su ópera prima, quien coescribió el guion junto con Andoni de Carlos. Está protagonizada por Jone Laspiur, Sambou Diaby e Ibrahima Koné. Se estrenó en el Festival de Cine de Gotemburgo el 25 de enero de 2025, y se estrenó en cines el 25 de abril de 2025, con distribución de BTeam Pictures.

## Trama
En el condominio más pequeño del mundo, la Isla de los Faisanes, Laida (Jone Laspiur) y Sambou (Sambou Diaby) ven a dos personas intentando cruzar el río del territorio a nado. Días después, el día en que España y Francia realizan su intercambio de la propiedad del territorio para los próximos seis meses, aparece un cadáver en el río.

## Reparto
- Jone Laspiur como Laida
- Sambou Diaby como Sambou
- Ibrahima Koné como Nassim
- Aia Kruse como Nerea
- Ximun Fuchs como Mikel
- Jon Olivares como Peru
- Rodonny Perriere como Madamu
- Itziar Ituño como Tania
- Josean Bengoetxea como Koldo

## Producción
El 22 de febrero de 2024, se anunció que el rodaje de la película La isla de los faisanes había comenzado bajo la dirección de Asier Urbieta en su ópera prima, con Jone Laspiur y Sambou Diaby como protagonistas. El rodaje de la película tuvo lugar en las localizades de Irun, Hendaia, San Sebastián y Baiona, y fue hablada en euskera, español y francés. En abril de 2024, se anunció que el rodaje de la película había concluido el 28 de marzo de 2024, después de seis semanas.

## Lanzamiento y marketing
El 9 de enero de 2025, se anunció que La isla de los faisanes tendría su estreno en el Festival de Cine de Gotemburgo el 25 de enero de 2025. Después, la película tuvo su estreno en España en el Festival de Málaga el 18 de marzo de 2025. En febrero de 2025, BTeam Pictures programó el estreno en cines de la película para el 25 de abril de 2025.